# Låt aldrig någonting stå
Låt aldrig någonting stå är ett konstverk av Jesper Waldersten. Konstverket är 260 x 200 cm, består av 144 fotograferade originaltexter och finns sedan 2016 på Bolidenskolan i Skellefteå kommun. Alla texterna på bilderna är olika, nyskrivna och maskinskrivna. Skellefteå kommun skriver att "Uppmaningarna är en aning abstrakta, fantasieggande, omöjliga och möjliga möten i en framtid". Själv skriver Waldersten att:
| ”                   | Meningarna ska fungera som proviant för det framtida barnet som kanske upplever oro inför att bli stor. Jag vill kittla deras smaklökar, fylla deras huvuden med meningar att grunna på kanske finns det en strof som kan förändra, påverka ett barns framtida riktning. Texterna, den korta poesin, ska utstråla hopp, lust, galenskap, nyfikenhet, fantasi, humor, värme, tyngd och mystik. Livet är så mycket mer, och det är mycket lätt att missa. I alla fall som vuxen. | „ |
| – Jesper Waldersten | |   |